# LMO1
Rhombotina 1 es una proteína codificada en humanos por el gen LMO1.
El gen LMO1 codifica un factor de transcripción rico en cisteínas y con dos dominios LIM. Se localiza en una región del cromosoma 11 susceptible de sufrir traslocaciones. De hecho, es una gen que aparece mutado y eliminado en algunos tipos de leucemia de linfocitos T, aunque más raramente que otro gen de la misma familia, LMO2, mucho más común en este tipo de leucemias.

## Interacciones
La proteína LMO1 ha demostrado ser capaz de interaccionar con:
- GATA3[4][5]
- TAL1[6][7]